# زيت الحوت

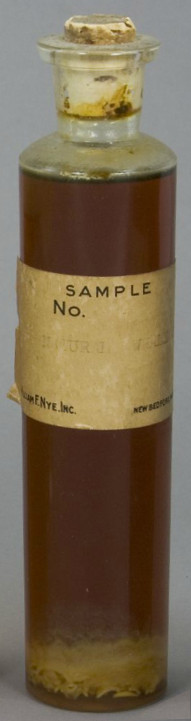
قارورة من زيت الحوت.

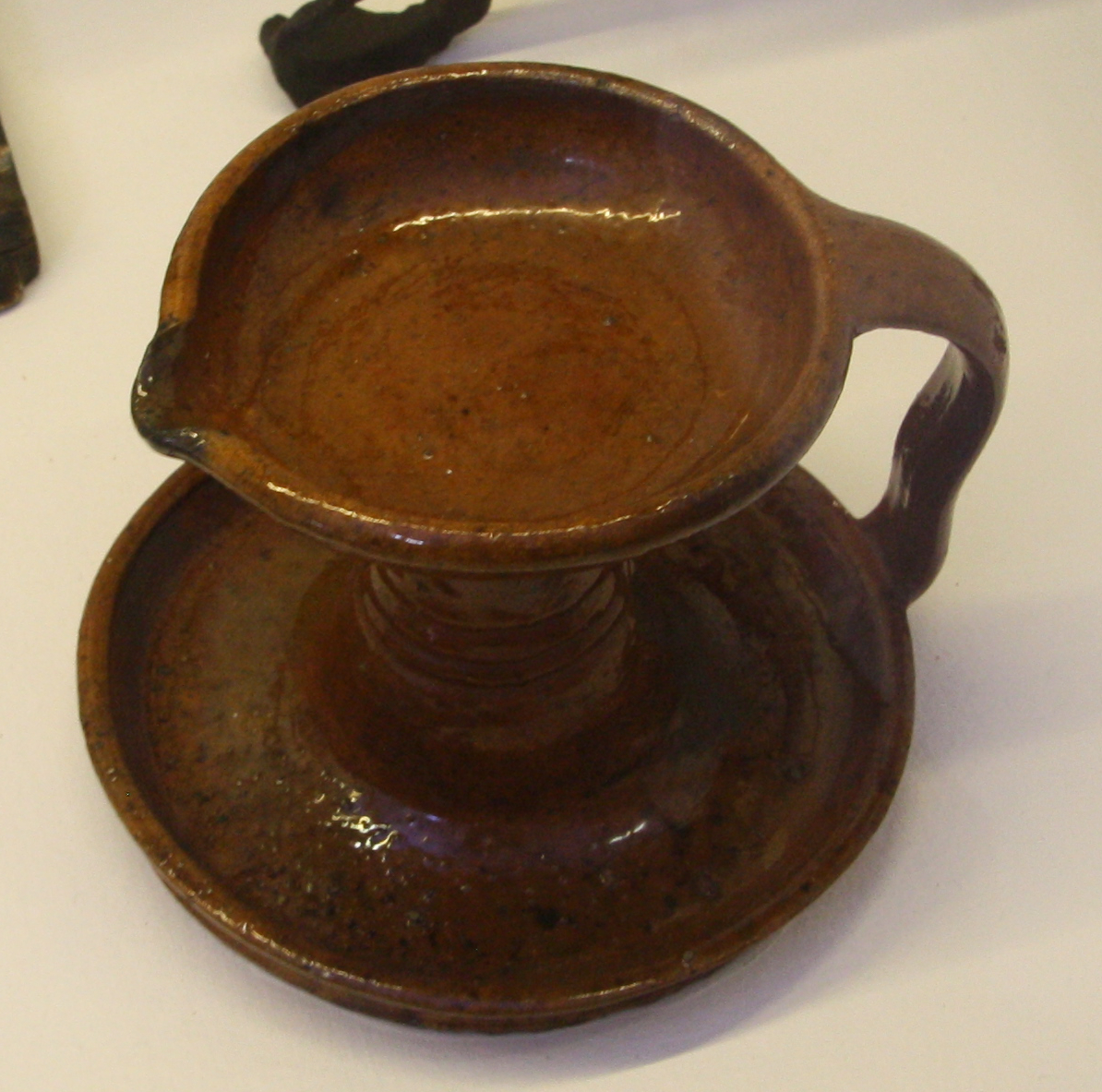
مصباح زيت الحوت من الأواني الخزفية ذات اللون البني المزجج مع صحن الشموع في المقلاة الفتيلة والقاعدة. بوهلان - الآن في نورديسكا موسيت ، ستوكهولم ، السويد

زيت الحوت هو زيت تم الحصول عليه من شحوم الحيتان زيت العنبر هو نوع خاص من الزيت يتم الحصول عليه من تجاويف رؤوس الحيتان الذي يختلف كيميائيًا عن زيت الحوت العادي ويتألف معظمه من الشمع السائل. وتختلف خصائصه واستعمالاته عن خصائص زيت الحوت العادي ويباع بسعر أعلى عند التسويق.

## المصدر والاستخدام
استخدمت المجتمعات الصناعية المبكرة زيت الحوت على نطاق واسع في زيت المصابيح وصناعة الصابون والسمن.
ومع التطور التجاري لصناعة النفط والزيوت النباتية انخفض استخدام زيوت الحوت انخفاضا كبيرا عن أوجها في القرن التاسع عشر وحتى القرن العشرين. وحيث حظرت معظم الدول صيد الحيتان في القرن الحادي والعشرين فتوقف بيع واستخدام زيت الحوت بشكل عملي.
تم الحصول على زيت الحوت عن طريق غليان شرائح الطبقة السميكة من الأنسجة الدهنية في الجلد التي تجمع من الحيتان  وتعرف عملية الإزالة باسم «فلينسينغ» وكانت تسمى عملية الغليان «التجربة». وتتم عملية الغليان على اليابسة للحيتان التي تم صيدها بالقرب من الشاطئ أو على الشاطئ. أما في الرحلات الطويلة لصيد الحيتان في أعماق البحار يتم إجراء عملية «التجربة» أو الغليان على السفينة، بحيث يمكن التخلص من نفايات الجثث لإفساح المجال للصيد التالي.
وعادة كانت حيتان البلين (نوع من أنواع الحيتان تعرف أيضا باسم حيتان العظام أو الحيتان الضخمة) هي المصدر الرئيسي لزيت الحوت ويتكون زيت حيتان البلين بشكل حصري من الدهون الثلاثية، بينما تحتوي الحيتان المسننة على استرات الشمع... واعتبرت الحيتان اليمنى (أو الحيتان السوداء) والحوت البوهيد أهدافا مثالية لصيد الحيتان لأنها بطيئة وسهلة الانقياد وتطفو عندما تقتل ولأنها تنتج الكثير من الزيت العالي الجودة وعظم فك الحوت (مادة قرنية مرنة تنمو في سلسلة من الألواح الرفيعة المتوازنة في الفك العلوي لبعض الحيتان)  ونتيجة لذلك، هم على وشك الانقراض بسبب اصطيادهم.

## التركيب الكيميائي
يحتوي زيت الحوت على لزوجة منخفضة (اقل من زيت الزيتون) فهو صافي ويتغير لونه من الأصفر الفاتح للعسل إلى البني الداكن وفقا لحالة المبيض الذي تم استخلاصه منه والتنقيح الذي تم من خلاله، وله رائحة سمك قوية، وعندما يتهدرج فانه يتحول إلى صلب وإلى اللون الأبيض ويتغير مذاقه ورائحته.
يختلف تكوين زيت الحوت باختلاف الأنواع التي تم الحصول عليها منه والطريقة التي تم صيدها ومعالجتها. ويتكون زيت الحوت أساسا من الدهون الثلاثية (جزيئات الأحماض الدهنية المرتبطة بجزيء الغليسيرول) ويحتوي الزيت المستخرج من الحيتان المسننة على كمية كبيرة من استرات الشمع (خاصة زيت الحيتان المنوية) ومعظم الأحماض الدهنية هي غير مشبعة، والأحماض الدهنية الأكثر شيوعا هي حمض الاوليك ونظائرها (سلاسل الكربون1:18).
زيت الحوت مستقر بشكل استثنائي.
الخصائص الفيزيائية لزيوت الحوت:
| الثقل النوعي           | 0.920 إلى 0.931 عند 15.6 درجة مئوية (60.1درجة فهرنهايت)   |
| نقطة الوميض            | 230 درجة مئوية (446 درجة فهرنهايت)                        |
| قيمة التصبن            | 185-202                                                   |
| مسالة غير قابلة للتصرف | 0-2%                                                      |
| معامل الانكسار         | 1.4760 عند15درجة مئوية (59 درجة فهرنهايت)                 |
| رقم اليود (Wijs)       | 110-135                                                   |
| اللزوجة                | 35-39.6درجة مئوية عند 37.8درجة مئوية (0.001درجة فهرنهايت) |

## الاستخدامات

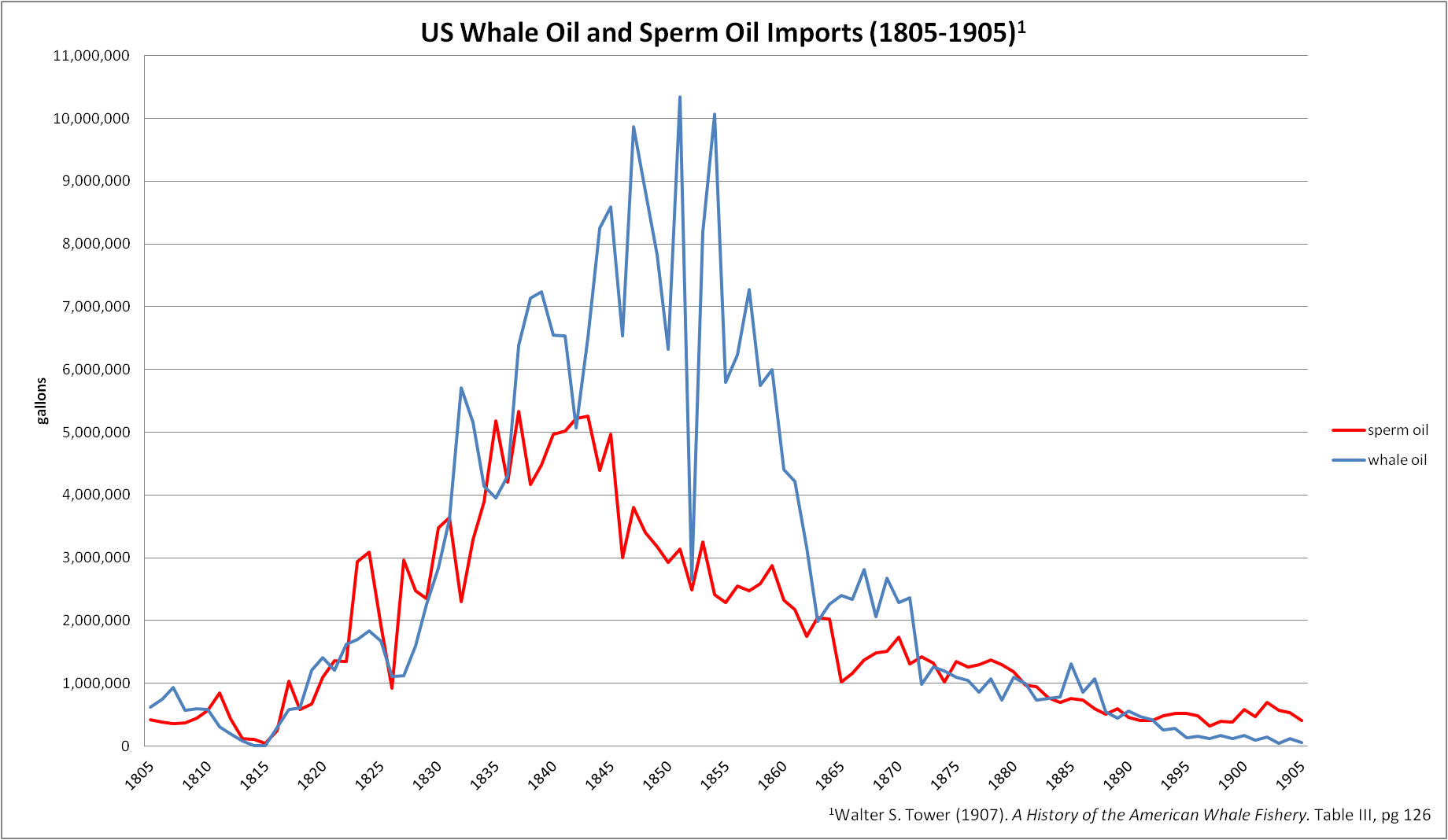
واردات زيت الحوت الأمريكي وزيت العنبر في القرن التاسع عشر.

ابتداء من أواخر القرن التاسع عشر استخدام زيت الحوت لديه انخفاض ثابت بسبب تطور البدائل المتفوقة وفيما بعد إقرار القوانين البيئية. وفي عام 1986، أعلنت اللجنة الدولية لصيد الحيتان عن وقف صيد الحيتان التجاري، الأمر الذي أدى إلى القضاء على استخدام زيت الحوت اليوم. ويتم منح شعب الانويت في أمريكا الشمالية حقوق صيد الحيتان المبررة على أنها جزء لا يتجزأ من ثقافتهم. وما زالوا يستخدمون زيت الحوت كغذاء وكزيت للمصباح.
تم استخدام زيت الحوت كإضاءة رخيصة وعلى الرغم من إعطائه رائحة قوية عند احتراقه إلا انه لم يكن شائعا للغاية. وقد تم استبداله في أواخر القرن التاسع عشر بالكيروسين الأرخص والأكثر فاعلية والأطول أمدا وكان السائل المحترق المعروف باسم الكافيين هو البديل السائد لزيت الحوت حتى وصول الكيروسين.

في الولايات المتحدة، استخدم زيت الحوت في السيارات كمكون من مكونات ناقل الحركة الأوتوماتيكي حتى تم حظره بموجب قانون الأنواع المهددة بالانقراض لعام 1973.
في المملكة المتحدة، تم استخدام زيت الحوت في آلات صناعة الأدوات، كمواد التشحيم عالية الجودة.
وبعد اختراع الهدرجة في أوائل القرن العشرين تم استخدام زيت الحوت لصنع السمن النباتي (المرغرين)،  وهي ممارسة تم وقفها منذ ذلك الحين وقد تم استبدال زيت الحوت في السمن النباتي (المرغرين) بالزيت النباتي.
تم استخدام زيت الحوت لصنع الصابون إلى ان اخترعت الهدرجة وكان يستخدم فقط في المنظفات الصناعية بسبب الرائحة الكريهة والميل إلى تغير لونها جعلها غير مناسبة للصابون التجميلي.
تم استخدام زيت الحوت على نطاق واسع في الحرب العالمية الأولى كإجراء وقائي ضد «خندق القدم» (حالة طبية ناجمة عن التعرض الطويل للقدمين لظروف رطبة وغير صحية وباردة) فمن المتوقع ان كتيبة المشاة البريطانية على الجبهة الغربية كانت تستخدم 10 جالونات من زيت الحوت يوميا، حيث كان يتم فرك الزيت مباشرة على الأقدام العارية من اجل حمايتها من أثار الغمر.